# Vasikkasaari (ö i Finland, Birkaland, Tammerfors, lat 61,37, long 24,71)
Vasikkasaari är en ö i Finland. Den ligger i sjön Kukkia och i kommunen Pälkäne i den ekonomiska regionen Tammerfors och landskapet Birkaland, i den södra delen av landet, 130 km norr om huvudstaden Helsingfors. Öns area är 2,5 hektar och dess största längd är 290 meter i öst-västlig riktning.